# Konferensråd J.H. Mundts Stiftelse
Konferensråd J.H. Mundts Stiftelse var en stiftelse i København, som blev oprettet af konferensråd, borgmester J.H. Mundt ved testamente af 29. juli 1853. Stiftelsen indeholdt friboliger for ugifte kvinder. Til stiftelsen var knyttet konferensråd J.H. Mundts legat. Stiftelsen, der sorterede under Københavns Magistrats 1. afdeling, blev opført 1862 i Viktoriagade 20 på Vesterbro og fik fundats af 13. juli 1863. I 1930 blev denne ejendom afhændet, og en ny bygning blev opført i Stormgade 14, havehuset. Stiftelsen blev nedlagt i 1948 og ved fundats af 1. november 1948 ændret til Konferensråd, borgmester J.H. Mundts friboliger i Gammel Kloster.
Bygningen i Viktoriagade 20 blev i 1931 købt og i 1933 omdannet til Papirhandler Louis Petersens Fribolig for Familiemødre. Bygningen har høj bevaringsværdi, er blevet byfornyet i 2000 og findes stadig.